# Benjamin Schöckel
Benjamin Schöckel (* 16. August 1980 in Bad Neustadt an der Saale) ist ein ehemaliger deutscher Fußballspieler.

## Karriere

### Vereine
Im Alter von sechs Jahren begann Schöckel bei der SG Leutershausen mit dem Fußballspielen. 1992 wechselte er zu den Sportfreunden Bad Neustadt, die er nach drei erfolgreichen Jahren in Richtung Schweinfurt verließ. Nach nur einer Saison verließ er den 1. FC Schweinfurt 05 und wechselte 1996 in die Jugendabteilung des FC Bayern München.
Mit den B-Junioren gewann er nach seiner ersten Saison bei den Bayern mit dem 3:0-Sieg über die B-Junioren von Werder Bremen am 20. Juli 1997 in Unterhaching die Deutsche B-Juniorenmeisterschaft und auch der Sprung in die DFB-Auswahl gelang. In der Saison 2000/01 absolvierte er 23 Regionalligaspiele für die Amateure des FC Bayern München in der Regionalliga Süd. Sein Debüt gab er am 5. August 2000 (2. Spieltag) bei der 1:4-Niederlage im Auswärtsspiel gegen den VfB Stuttgart II mit Einwechslung für Berkant Göktan in der 43. Minute.
Von 2001 bis 2003 spielte er für den Regionalligisten VfR Aalen, ehe er zum Zweitligisten Energie Cottbus wechselte. In drei Spielzeiten absolvierte er 45 Zweitligaspiele und ein Bundesligaspiel infolge des Aufstieges zur Saison 2006/07. Die 2002 durchgeführte Leistenoperation verursachte in der Folgezeit Schmerzen und zwang Schöckel zum mehrmaligen Pausieren, sodass ihm mehrere Einsätze in der höchsten Spielklasse verwehrt blieben, worauf sein Vertrag bei Energie Cottbus über die Saison 2006/07 nicht verlängert wurde.
Zur Saison 2007/08 wechselte er zum Zweitligisten SV Wehen Wiesbaden, den er allerdings nach einer enttäuschenden Saison ohne Einsatz trotz gültigen Vertrags bis 2009 verließ. 2008/09 schloss er sich dem VfR Aalen in der neugeschaffenen 3. Liga an und avancierte auf der Position des rechten Außenverteidigers zum Stammspieler. Am 21. November 2008 wurde Petrik Sander, der Schöckel bereits in Cottbus trainiert hatte, Trainer des Vereins. Am 7. April 2009 (30. Spieltag) erlitt er beim 4:3-Sieg im Heimspiel gegen Dynamo Dresden eine starke Prellung des linken Knies, musste in der 84. Minute aus dem Spiel genommen werden und fiel bis auf Weiteres aus. Zu dieser Zeit war er bereits der zehnte Mann im Aalener Kader, der verletzungsbedingt nicht spielfähig war. Schöckels Verletzung erwies sich dann als schwerer Knorpelschaden im Knie und machte eine Fortsetzung der Karriere bis zuletzt nicht möglich. Mit dem Abstieg der Aalener in die viertklassige Regionalliga Süd am Ende der Saison wurde sein Vertrag unwirksam, womit Schöckels Karriere – auch aufgrund der anhaltenden Verletzung – ein Ende fand.

### Nationalmannschaft
1997 absolvierte Schöckel acht Länderspiele für die U16-Nationalmannschaft. Die ersten beiden Länderspiele bestritt er am 1. bzw. 3. April in Pforzheim bzw. in Weinheim jeweils gegen die Auswahl der Türkei (2:2 bzw. 0:1). Vom 28. April bis 9. Mai gehörte er dem DFB-Kader an, der im eigenen Land um die Europameisterschaft spielte. Schöckel bestritt an der Seite seines Vereinsmitspielers Sebastian Backer sowohl die drei Gruppenspiele die ohne Gegentor gewonnen wurden, als auch die folgenden drei bis zum Spiel um Platz 3.

## Erfolge
- Dritter der U16-Europameisterschaft 1997
- Deutscher B-Juniorenmeister 1997 (mit dem FC Bayern München)

## Sonstiges
Neben der Karriere als Fußballer absolvierte er erfolgreich eine Ausbildung zum Kraftfahrzeugmechaniker. Am 5. Juni 2010 heiratete er in Burg Laura Gebert.